# Koglhof
Koglhof ist eine ehemalige Gemeinde im oberen Feistritztal im Bezirk Weiz, Steiermark. Im Rahmen der steiermärkischen Gemeindestrukturreform
ist sie seit 2015 mit den Nachbargemeinden Gschaid bei Birkfeld, Haslau bei Birkfeld, Birkfeld und Waisenegg zusammengeschlossen. Die neue Marktgemeinde führt den Namen „Birkfeld“ weiter.
Der Verwaltungssitz war im Ort Koglhof, wo sich auch die Pfarrkirche befindet. Koglhof liegt in der Ferienregion Almenland Sommeralm-Teichalm.

## Gliederung
Das Gemeindegebiet umfasste vier Ortschaften (in Klammern Einwohnerzahl Stand 1. Jänner 2024):
- Aschau (380 Ew.)
- Rabendorf (273 Ew.)
- Rossegg (270 Ew.)
- Sallegg (97 Ew.)

Die Gemeinde bestand aus vier Katastralgemeinden (Fläche Stand 31. Dezember 2023):
- Aschau (478,57 ha)
- Rabendorf (1.023,76 ha)
- Rossegg (889,13 ha)
- Sallegg (637,53 ha)

## Nachbargemeinden bis Ende 2014
| Haslau bei Birkfeld | Waisenegg und Birkfeld                      | Gschaid bei Birkfeld |
|                     | Kompassrose, die auf Nachbargemeinden zeigt | Saifen-Boden         |
| Naintsch            | Baierdorf bei Anger                         | Rabenwald            |

## Kultur und Sehenswürdigkeiten
- Schloss Frondsberg

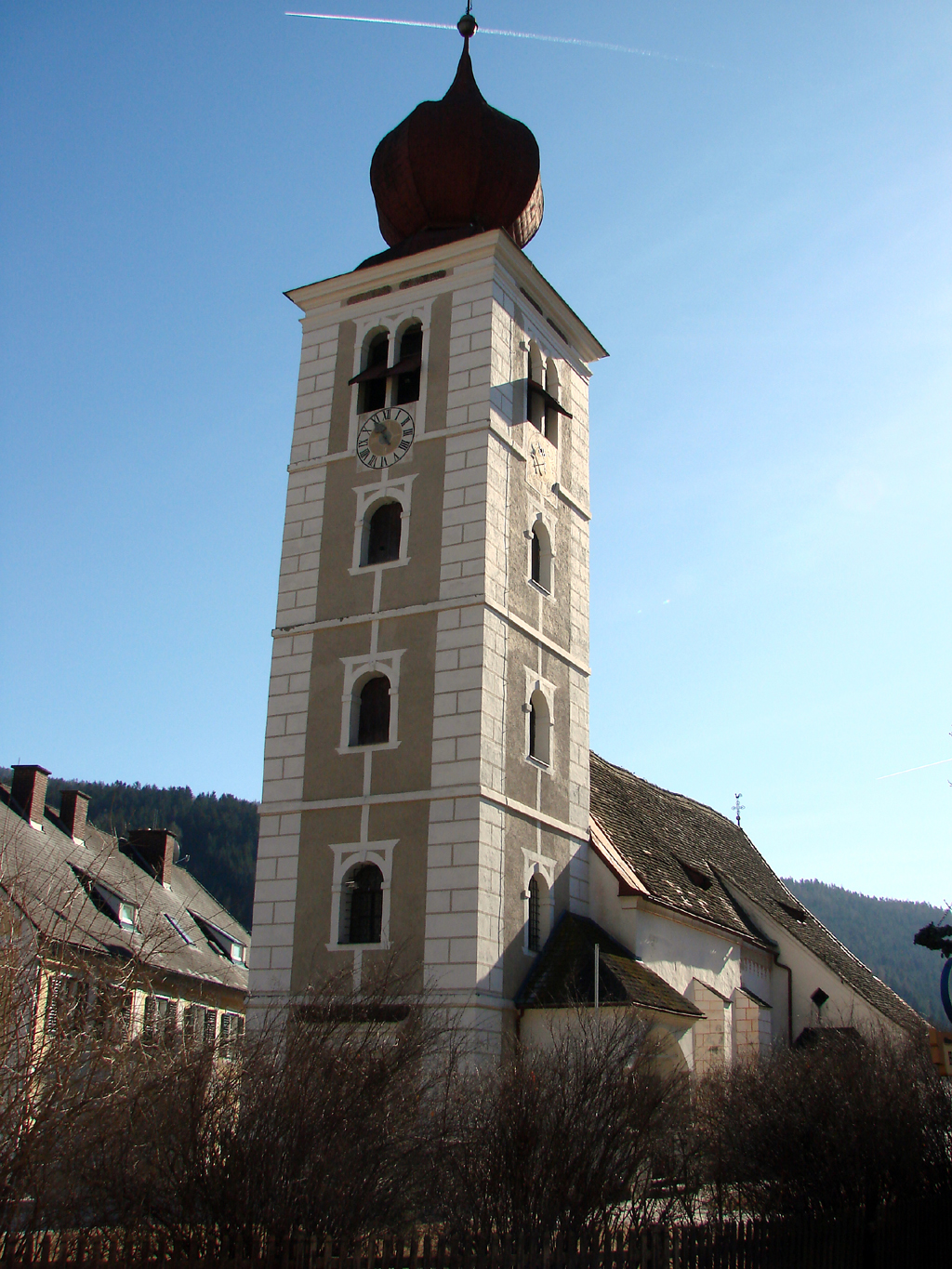
Pfarrkirche Koglhof

- Katholische Pfarrkirche Koglhof Mariä Heimsuchung
- Filialkirche St. Georgen am Gasenbach

## Verkehr
- Bahn: In Koglhof gibt es mit den Stationen Koglhof und Rossegg zwei Haltestellen der Feistritztalbahn, allerdings hält die in diesem Abschnitt nur mehr als Museumsbahn betriebene Bahnlinie planmäßig nur noch in der Station Koglhof, wo das historische Bahnhofsgebäude in ein Gasthaus umfunktioniert wurde.
- Zudem befindet sich in Koglhof eine in den letzten Jahren neu erbaute Sommerrodelbahn. Mit einem speziellen Gemeinschaftsticket kann eine Fahrt mit der Feistritztalbahn mit der Sommerrodelbahn verknüpft werden.
- Wanderwege: Auch finden sich im Gebiet von Koglhof einige Wanderwege, welche unter anderem zum Königskogel oder in den Rabenwald führen.

## Politik
Der Gemeinderat bestand zuletzt aus 15 Mitgliedern und setzte sich seit der Gemeinderatswahl 2010 aus Mandaten der folgenden Parteien zusammen:
- 13 ÖVP – stellte mit Rudolf Grabner den Bürgermeister, daneben auch Vizebürgermeister und den Gemeindekassier.
- 2 SPÖ

### Wappen
Die Verleihung des Gemeindewappens erfolgte mit Wirkung vom 1. Jänner 1968.

Blasonierung (Wappenbeschreibung):
„In goldenem Schild über silbernem, geflutetem Schildfuß ein grüner Dreiberg, auf dem sich eine steinfarbene gequaderte Burg mit vier schwarzen Fenstern erhebt, deren rotes Dach von einem Dachreiter mit roter Zwiebelhaube gekrönt ist.“
Das Wappenbild zeigt stilisiert die von der Feistritz umflossene Burg Frondsberg, das Wahrzeichen und wichtigste geschichtliche Baudenkmal innerhalb der Gemeinde, sowie die drei höchsten Erhebungen Lindkogel, Königskogel und Rabenwald.

## Persönlichkeiten

### Ehrenbürger
- 1954: Josef Krainer (1903–1971), Landeshauptmann der Steiermark 1948–1971
- 1954: Josef Tieber, Bezirkshauptmann von Weiz 1948–1955
- 1956: Franz Clement (1880–1971), Pfarrer von Koglhof 1925–1965
- 1965: Carl Worischek
- 1971: Ludwig Mastalier
- 1976: Friedrich Niederl (1920–2012), Landeshauptmann der Steiermark 1971–1980
- 1982: Kurt Jungwirth (1929–2025), Landeshauptmann-Stellvertreter
- 1986: Johann Rudolf, Pfarrer von Koglhof[6]